# Josef Matula
Josef Matula  (Oberhausen, 18 de marzo de 1949) es un detective privado de ficción interpretado por Claus Theo Gärtner en la serie policíaca Ein fall für zwei. de ZDF, que se emitió de 2017 a 2019. 
Un ex policía alemán, se ha dedicado al negocio privado. Su método de investigación es muy eficaz y directo, y en ocasiones incluso recurre a trucos sucios. Claus Theo Gärtner interpretó el papel hasta 2013. La secuencia del tema de apertura original de la serie mostraba al espectador que Matula había sido despedida de la policía y juzgada o condenada. Dr. Renz lo ha defendido y se ve a Matula saliendo de la cárcel acompañada por Renz. Antes de cerrar vemos que Renz ha contratado a Matula como detective privado.

## Biografía
Al principio de la serie, Matula (episodio La hermana mayor) es todavía sargento de policía, pero tiene que ser juzgado por obstrucción a la justicia y abandona el cuerpo para evitar un procedimiento disciplinario. Conoce al abogado Dr. Renz, que le ofrece trabajo como detective. En el juicio, dice por primera vez su nombre completo, Hermann Josef Matula, y declara que tiene 31 años y nació en Oberhausen.
Encontrará más datos biográficos en el episodio Amanecer (3.ª parte): "... nacido el 18 de marzo de 1949, soltero, católico, residente en Fráncfort, Goetheweg 14". El año de su salida de la policía también se indica como 1981. En Erben und Sterben (Parte 1), Matula menciona que su padre murió en los últimos días de la Segunda Guerra Mundial (lo que no puede corresponder a la fecha de nacimiento de Matula), que su madre murió de cáncer en 1969 y que no tuvo hermanos. Sin embargo, tiene una sobrina llamada Andrea, que aparece en el episodio 75 Bloody Roses.

Un caso para dos (alemán: Ein Fall für zwei)

A pesar del éxito de su trabajo de investigación, Matula sufre una escasez permanente de dinero (pide repetidamente a sus clientes anticipos, generosas asignaciones para gastos, etc.), lo que constituye una especie de chiste recurrente. En el episodio Odio ciego, incluso acepta brevemente un trabajo como dependiente en una gasolinera. Matula fuma hasta el episodio 60 Caesar's Booty (y de nuevo en el episodio 182 Morgen bist du tot, en el que enciende un cigarrillo conmocionado por la muerte del Dr. Voss). Además de su particular atracción por las mujeres y su atletismo -incluso a medida que envejece-, Matula suele ser bastante brusco y a menudo se ve envuelto en ambientes dudosos.
Como Matula infringe la ley con frecuencia, a menudo es detenido y escapa de la cárcel varias veces, pero al final se demuestra esencialmente su inocencia. En algunos episodios, se defiende con una pistola. Suele meterse en líos con la gente equivocada, por lo que es golpeado, herido o amenazado con un arma en varias ocasiones. Persecuciones en coche, acrobacias (raras) y salvar al abogado en el último segundo forman parte de su papel en la serie.
Matula suele vivir en un amplio piso de un dormitorio con cocina y baño que se puede cerrar con una puerta corredera. En el piso también hay una mesa de billar, ya que Matula es un gran jugador. A menudo juega allí con los abogados, con algunos de los cuales entabla amistad. En el episodio final, Last Words, su piso sufre graves daños. Matula es aficionado a los coches Alfa Romeo. El coche que conduce Matula era a menudo el coche de Gärtner al mismo tiempo En el episodio 5 El punto ciego de la nueva edición de Un caso para dos, Matula hizo una aparición como invitado cuando conoció al nuevo detective Oswald en una gasolinera.
En 2017 y 2018 se emitieron los spin-off Matula y Matula - La sombra de la montaña. El tercer spin-off Matula - Muerte en Mallorca le siguió en 2019. Matula está considerado uno de los rostros más conocidos y populares de la televisión alemana. El 13 de enero de 2001, Claus Theo Gärtner recibió el rango de "Comisario Honorario" por este papel en Baviera.

## Reseñas
"Recibe una paliza al menos una vez en cada episodio. Este ritual es tan constante como el hombre mismo: El detective privado Josef Matula, interpretado por Claus Theo Gärtner, lleva 30 años haciendo trabajos duros en la serie de la ZDF 'Ein Fall für zwei'. [...] Josef Matula se convirtió en un símbolo de la coherencia de Alemania Occidental y de una masculinidad que parecía cada vez más anticuada con el paso del tiempo: un macho con chaqueta de cuero que conduce un Alfa Romeo, hace comentarios concisos con voz ronca y siempre anda escaso de dinero. Sólo su melena rubia mostraba algo de suavidad".
- Spiegel Online